# Peter Teichner

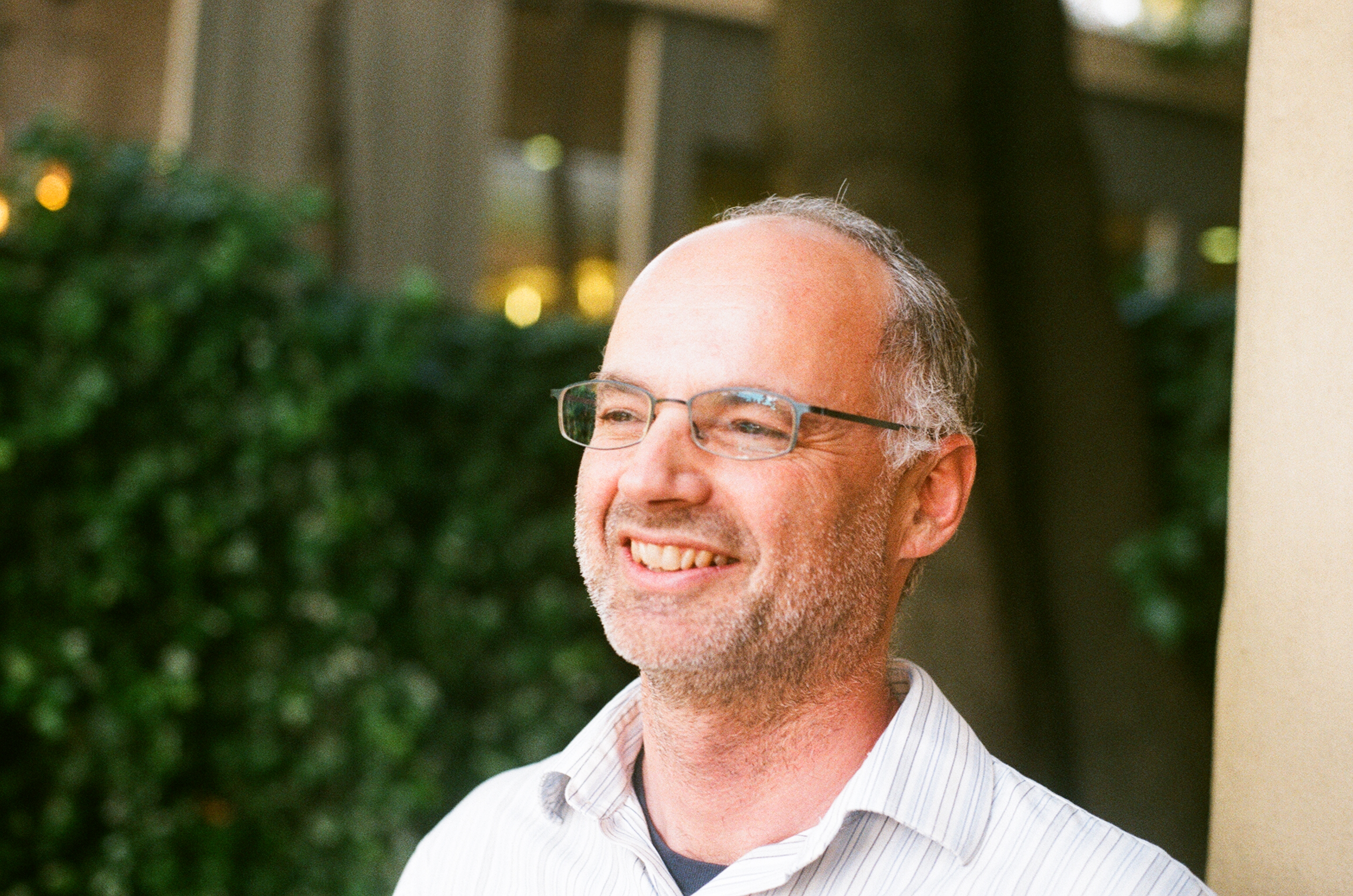
Peter Teichner (2011)

Peter Teichner (* 30. Juni 1963 in Bratislava, Tschechoslowakei) ist ein Mathematiker. Seit 2008 ist er Direktor am Max-Planck-Institut für Mathematik in Bonn. Seine Hauptarbeitsgebiete sind die Topologie vierdimensionaler Mannigfaltigkeiten und mathematische Physik.

## Biografie
Peter Teichner studierte Mathematik an der Gutenberg-Universität Mainz (Diplom 1988, Promotion 1992 bei Matthias Kreck mit der Dissertation Topological four-manifolds with finite fundamental group). Mit einem Feodor Lynen-Stipendium der Humboldt-Stiftung forschte er an der UC San Diego von 1992 bis 1995 in Zusammenarbeit mit Michael Freedman. Ab 1996 war er dort drei Jahre als Associate Professor beschäftigt, ab 1999 wurde er zum Full Professor (entspricht dem deutschen W3-Professor) ernannt. Bis 2004 blieb er an der UC San Diego, seitdem ist er Full Professor an der UC Berkeley. Seit 2008 ist er Direktor am Max-Planck-Institut für Mathematik in Bonn; dort von 2011 bis 2019 geschäftsführender Direktor.
1995 und 2007 war er am IHES und 1996/97 Miller Research Fellow an der University of California, Berkeley.

## Forschung
Peter Teichner arbeitet im Forschungsgebiet der Topologie, in der es um die qualitative Untersuchung geometrischer Räume geht.
So hat er gemeinsam mit Fields-Medaillist Michael Freedman Beiträge zur Klassifikation von 4-Mannigfaltigkeiten, deren Fundamentalgruppe nur subexponentiell wächst,  geliefert. 
Ein weiteres Tätigkeitsfeld sind euklidische und topologische Feldtheorien. 
Peter Teichner und Stephan Stolz arbeiteten daran, den mathematischen Begriff einen Quantenfeldtheorie so zu präzisieren, dass Deformationsklassen von Quantenfeldtheorien als qualitative Eigenschaft einer Mannigfaltigkeit interpretiert werden können. Genauer gesagt sollen diese eine Kohomologietheorie bilden, wie z. B. De-Rham-Kohomologie, K-Theorie oder elliptische Kohomologie. In den ersten beiden Fällen ist dies mit Hilfe supersymmetrischer Quantenfeldtheorien bereits gelungen; der elliptische Fall ist noch offen.

## Große Vorlesungen
- 2002 Redner bei dem internationalen Mathematikerkongress in Peking, China (Knots, von Neumann Signatures and Grope Cobordism)[1]
- 2008 Sprecher auf dem jährlichen Treffen der American Mathematical Society
- Frühling 2008 "Simons lectures", eine jährliche Vorlesungsreihe am MIT

## Publikationen (Auswahl)
- Teichner, Peter On the signature of four-manifolds with universal covering spin. Math. Ann. 295 (1993), no. 4, 745–759. Online

- Freedman, Michael H.; Teichner, Peter 4-manifold topology. I. Subexponential groups. Invent. Math. 122 (1995), no. 3, 509–529. Online
- Freedman, Michael H.; Teichner, Peter 4-manifold topology. II. Dwyer's filtration and surgery kernels. Invent. Math. 122 (1995), no. 3, 531–557. Online
- Kreck, Matthias; Lück, Wolfgang; Teichner, Peter Counterexamples to the Kneser conjecture in dimension four. Comment. Math. Helv. 70 (1995), no. 3, 423–433. Online
- Teichner What is a Grope?, Notices American Mathematical Society, September 2004, Online
- Teichner, Stephan Stolz Supersymmetric field theories and generalized cohomology, Preprint, 2011, to appear in Mathematical Foundations of Quantum Field Theory and Perturbative String Theory, Proceeding of the AMS, 2011
- Teichner, Peter; Schneiderman, Rob: The group of disjoint 2-spheres in 4-space. Ann. of Math. (2) 190 (2019), no. 3, 669–750.